# Hippomedon rylovi
Hippomedon rylovi is een vlokreeftensoort uit de familie van de Lysianassidae. De wetenschappelijke naam van de soort is voor het eerst geldig gepubliceerd in 1933 door Gurjanova.